# いぶき (ストリートファイター)
いぶき（Ibuki）は、カプコンの対戦型格闘ゲーム『ストリートファイターIII』シリーズなどに登場する架空の人物。

## キャラクターの概要
漢字表記は「息吹」。忍者の里で暮らす女子高生。幼き頃より忍術の修行に明け暮れているが、現代的で古風を好まず、根っからのアイドル好きでもあり、普通の女の子のような生活を夢見ている。学校では陸上部に所属し、スプリンターとして活躍。
戦闘や任務遂行時は布で口元を隠し、袖がなく腰の側面が大きく開いた忍装束を着用。長く伸ばした髪は、きつく一纏めにしてポニーテールにしている。
『ストリートファイターIII』の1作目（以下『1st』）と『2nd IMPACT』ではギルの持つ「Gファイル」の奪取任務を果たすために戦いに挑む。これらの作品のエンディングで着用している制服は、『ジャスティス学園』に登場する太陽学園女子の制服と同じデザインのもので、作品が売れなかった時の保険のためにひなたのデザインに取り込まれたもの。なお、いぶきが通っている学校が太陽学園であるという公式設定は無い。
『3rd STRIKE』では一般の大学へ進学するのに必要な単位習得のために、仙人であるオロに勝負を挑む。本人のエンディングでは普通の大学（大学名は「私立百日紅大学」）へ入学を果たすことができた。また、同作に登場するまこととはライバル関係にある。対戦前に専用デモが存在し、勝利時の台詞もお互いを強く意識した内容になっている。また、いぶきの里では豪鬼が伝説として言い伝えられている。
『ストリートファイターIV』（以下『ストIV』）シリーズでは『スーパーストリートファイターIV』（以下『スパIV』）から登場する。『スパIV』では学校の合宿の内容についていけず、素敵な出会いを求めて、一人旅立つ。同作は『1st』と『2nd IMPACT』から2年ほど前の時代が舞台だが、年齢と学年は公式見解では設定されていない。
『ストリートファイターV』（以下『ストV』）では追加キャラクターとして登場が発表され、2016年7月1日に配信された。デフォルトの服装が大幅に変わっており、戦闘時には布で口元を隠しているのは変わらないが、以前の忍装束ではなく学校の制服を着ており、腕と手と脚に防具を付けていて、スニーカーを履いている。
春日野さくらとは『ストIV』シリーズで対決してから親しくなり、『ストV』の個別ストーリーモードではお互いに連絡を取り合っている仲でもある。
体育会系のレインボー・ミカとは暑苦しいそのノリや上下関係に厳しい態度からそりが合わず口論が絶えないが、『ストV』のゼネラルストーリーではシャドルー基地の調査任務に共に向かうことになった際に命を張って互いを助け合うなど友情を芽生えさせる。
神月かりんからはバーディーに次ぐ食客として指名されている。
『ストリートファイターIII』（以下『ストIII』）においては、シリーズを通してホームステージは日本の京都である。ただし『3rd STRIKE』の場所は、『2nd IMPACT』以前とは別の場所になっている。
『ストリートファイター X 鉄拳』（以下『ストクロ』）ではロレントの要請でタッグを組み、いぶきは嫌々ながらも南極へ向かうことになる。
『ポケットファイター』ではストーリーや勝利ポーズなど食べ物がらみのネタが多く、さらには非常食用のガマガエルを常備している。なお、リアクションのポーズもコミカルなものが多い。エンディングではガイに勝負を挑むが、相手にされなかった。
いぶきの身長とスリーサイズについては、『ストIII』のゲーメストムック『ストリートファイターIIIファンブック』のQ&Aコーナーで当時の開発スタッフにより発表されたものと、後に『スパIV』登場の際に正式設定されたものが二種類存在している。これについては、『スパIV』のプロデューサーである小野義徳により「『ストIII』では（『ストIII』のディレクターにも確認した上で）カプコンの公式資料にはいぶきのスリーサイズの公式データは存在せず、以前に発表されたとされる（『ストIII』時点で開発スタッフが回答した）データは非公式なものである」という旨がコメントされている。
『ストIII』の制作に参加していたAKIMANが｢女性キャラクターは、忍者にしよう｣と提案したのが切っ掛けで生まれたキャラクターであると、本作のサウンドトラックに記述されている。

## 関連キャラクター
どんちゃん
いぶきが幼い頃から飼っているペットの狸。
忍びの里でも珍しい、忍術を使うことができる狸である。ゲーム中では『スパIV』のオープニングムービーで登場している。
プロフィールは、身長は55cm、体重は8kg、好きなものはいぶきと柿で、嫌いなものは車。
黒澤 早雷（くろさわ さらい）
いぶきの同級生で、忍びの里出身。ある程度の忍術と体術を使うことができ、木登りが得意。
『ストIII』シリーズのエンディングでは、いぶきに敵と間違えて攻撃されて怒っている。また、『ストクロ』の背景キャラクターとしても登場している。
プロフィールは、身長は161cm、体重は48kg、血液型はB型、誕生日は6月22日、好きなものはパズルゲーム（特に『ワンダー3』の『ドンプル』が得意）で、嫌いなものは宿題と片付け。
焔 悠鉈（ほむら ゆうた）
いぶきと同じ忍びの里所属の忍者で、熱血漢で感激屋。体術や横スクロールベルトフロアアクションは得意だが、忍術は苦手。横スクロールベルトフロアアクションで『キャプテンコマンドー』のキャラクターであるジェネティーを使って1コインクリアは楽勝と説明されている。
ゲーム中では『ストIII』シリーズのいぶきの登場デモで姿を見せる。
プロフィールは、身長は167cm、体重は63kg、血液型はA型、誕生日は6月16日、好きなものは修行と饅頭で、嫌いなものはムカデ。

## ゲーム上の特徴
機敏な忍者らしく歩きが早い・ジャンプが鋭いなど機動力が高い。特殊技や必殺技、ボタン順押しによる連続技であるターゲットコンボの数も登場キャラクター中最多で、バラエティに富む。この二つの特徴を生かした多彩な攻めで相手を翻弄するのが得意なキャラクターであるが、防御力が低い。

## 技の解説

### 通常技
『ストIII』シリーズでの技名称を掲載。
| 操作     | 立ち（近距離）          | 立ち（遠距離）              | しゃがみ            | 垂直ジャンプ | 斜めジャンプ            |
| -------- | ----------------------- | --------------------------- | ------------------- | ------------ | ----------------------- |
| 弱パンチ | 肘打ち                  | 掌底                        | 手刀                | 飛び手刀     | 槍拳                    |
| 中パンチ | 揚面(※1) / 巻き掌底(※2) | 巻き掌底                    | 膝砕き              | 飛び手刀     | 槍拳(※1) / 飛び掌打(※2) |
| 強パンチ | 兜砕き                  | 螺旋肘                      | 顎割り              | 飛び裏拳     | 飛び裏拳                |
| 弱キック | 突き蹴り                | 巻き蹴り(※1) / 突き蹴り(※2) | 脛弾き              | 飛び前蹴り   | 当膝                    |
| 中キック | 刺し膝                  | 裏巻き蹴り(※1) / 刺し膝(※2) | 砂斬(※1) / 砂刈(※2) | 飛び前蹴り   | 影矢                    |
| 強キック | 天破                    | 鬼独楽                      | 草薙                | 影鉈         | 影鉈                    |

※1 『1st』および『2nd』まで。
※2 『3rd』以降。
螺旋肘（遠距離立ち強パンチ）
回転しながら回し肘打ちを繰り出す。『ウルトラストリートファイターIV』（以下『ウルIV』）オメガエディションでは表裏反転させた、動作の速い肘突出しに変更されていて、こちらは相手をダウンさせる。
天破（近距離立ち強キック）
大きく足を振り上げ、相手を蹴り上げる。『ウルIV』オメガエディションでは相手を蹴り上げる高さが増している。

### パーソナルアクション
馬跳び
前方に飛びかかり、相手にヒットすると馬跳びのように飛び越えていく。
これにより次の攻撃一発だけ威力を上げることができるが、ヒットしなかった場合は追加効果は得られない。
また、グラップディフェンス（投げ抜け）できるという特徴がある。

### Vシステム
花霞（はなかすみ）
Vリバーサル。「火遁の術」と「変り身の術」を合わせたような技。相手の目の前に瞬間移動すると同時に、自分がいた場所には木の幹が現れ地面に落ちる。木の幹には攻撃判定があるため遠距離では移動技、近距離では攻撃切り替えし技になる。
地擦隼（ちずりはやぶさ）
Vシフトブレイク。

#### Vスキル
天雷（てんらい） [I]
踏み込んで、掌から気を放つ。飛び道具を打ち消す能力があるほか、溜めると威力とリーチが強化される。
撒菱（まきびし） [II]
3つの撒菱を放物線上に投げる設置型飛び道具。撒菱を投げる前にパンチボタンを押すと、1つしか投げない代わりに通常よりも早く撒菱を投げる。

#### Vトリガー
六尺焙烙玉（ろくしゃくほうろくだま） [I]
花火を地面に投げ、一定時間後に爆発させる。「EX苦無」を当てることで誘爆させることもできる。
爆発までの時間は「六尺焙烙玉・曙（あけぼの）」「六尺焙烙玉・日盛り（ひざかり）」「六尺焙烙玉・黄昏（たそがれ）」の順に長くなる。
シーズン5では新たなバリエーションとして接地した瞬間に爆発する「六尺焙烙⽟・黎明（れいめい）」が追加された。
風魔手裏剣・白雨（ふうましゅりけん・はくう） / 風魔手裏剣・黒風（ふうましゅりけん・こくふう） [II]
巨大な手裏剣を投げる。「白雨」は前方に投げ、斜め上から戻ってくる軌道。「黒風」は斜め上に投げ、正面から戻ってくる軌道。

### 通常投げ
闇葛（やみかずら）
地上投げ。相手の背後へ回り込むように掴み、背負い投げの要領で投げ飛ばす。左右に投げ分け可能。
浮き闇（うきやみ）
相手の腕を掴んで引っ張りながら高く飛び上がり、ジャンプ中キックの動作で蹴り飛ばす。『スパIV』で使用する後方投げ。
首折り（くびおり）
『ストIV』シリーズまでは必殺技だったが、『ストV』で通常投げとなった。両手で相手の頭をつかんで回転させ、首を折る動作でダメージを与える。
翔び猿（とびさる）
空中で相手を掴み、3連続で蹴る。

### 特殊技
巻き蹴り（まきげり）
『2nd IMPACT』までは遠距離立ち弱キックだった技だが、『3rd STRIKE』で特殊技に変更された。素早い下段蹴りを繰り出す。
揚面（あげめん）
斜め上に掌底を突き出す技。
裏巻き蹴り（うらまきげり）
『2nd IMPACT』までは遠距離立ち中キックだった技だが、『3rd STRIKE』で特殊技に変更された。旋と似たモーションの中段後ろ回し蹴り。
頭砕き（こうべくだき）
少しジャンプして出すカカト落し。中段属性の技。
砂斬（さざん）
いわゆるスライディングキック。
梵鐘蹴り（ぼんしょうげり）
低い地点で出す横飛び蹴り。
螺旋肘（らせんちゅう）
遠距離立ち強パンチが『ウルIV』オメガエディションで特殊技となった。回転しながら肘打ちを繰り出す。
追裏拳（ついうらけん）
遠距離立ち強パンチ後に出す追加攻撃。回し肘打ちの勢いで裏拳を繰り出す。オメガエディションでは相手を吹き飛びダウンさせる。
野衾（のぶすま）
『ストV』の特殊移動技。空中で布を使って滑空する。

### ターゲットコンボ
コマンドは右向き時のもの（左向き時はレバー入力が逆になる）。パンチはP、キックはKと表記する。
ジャンプ強P・→中K
『1st』から使用しているターゲットコンボ。
斜めジャンプ弱P・→強P
『1st』から使用しているターゲットコンボ。
斜めジャンプ弱K・→中K
『1st』から使用しているターゲットコンボ。
近距離立ち弱P・立ち中P・立ち強P
『2nd IMPACT』で追加されたターゲットコンボ。
遠距離立ち弱P・立ち中P・→弱K
『1st』から使用しているターゲットコンボ。
近距離立ち弱P・立ち中P・屈み強K・立ち強K
『1st』から使用しているターゲットコンボ。
←中K・→中K（『2nd IMPACT』までは遠距離立ち中K・→中K）
『1st』から使用しているターゲットコンボ。『3rd STRIKE』でコマンドが変更された。
近距離立ち強P・屈み強K・立ち強K
『1st』から使用しているターゲットコンボ。
立ち弱K・立ち中K・立ち強K
『1st』から使用しているターゲットコンボ。
しゃがみ強K・強K
『スパIV』で追加されたターゲットコンボ。上記のターゲットコンボ6の後半部分。
遠距離立ち中P・→立ち弱K
『ウルIV』オメガエディションで追加されたターゲットコンボ。上記のターゲットコンボ5の後半部分。
←中P・強P
『ウルIV』オメガエディションで追加されたターゲットコンボ。特殊技の「揚面」から、逆の腕による1ヒットの「揚面」の連係。

### 必殺技
苦無（くない）
空中から地上に向かって苦無を投げる飛び道具。『ポケットファイター』ではロレントのコスプレをしながら行う。
通常、飛び道具は飛び道具以外の技で相殺することはできないが、この技は例外的にパンチなどの打撃でも弾いて無効化されてしまう欠点がある。
『ストV』では地上でも使用可能。使用回数に制限があり、消費した苦無は下記の苦無補充で補充する。
苦無一気投げ（くないいっきなげ）
パンチボタンを押しっぱなしにして離すことで所持している苦無を全て同時に投げる。ボタンの強弱で真横、斜め上に扇状に投げる。『ストV』で追加された技。
空中苦無一気投げ（くうちゅうくないいっきなげ）
空中でキックボタンを押しっぱなしにして離すことで所持している苦無を全て同時に投げる。『ストV』で追加された技。
苦無補充（くないほじゅう）
『ストV』で追加された技。その場で消費した苦無の補充を行う。ボタンを押し続けた時間によって補充される苦無の量が変わる。
影縫い（かげぬい）
『ウルIV』オメガエディションで追加された苦無投げの地上版。苦無を相手の足元に投げつける。弱中強で投げる距離が長くなるが「苦無が地面に当たった瞬間」に攻撃判定があるため、密着状態だと中と強は相手を通り越してしまう。『ストV』では単純に「苦無」の地上版で使用し、近距離でも相手にヒットするようになった。
闇時雨（やみしぐれ）
『ウルIV』オメガエディションのEX版は3つ同時に苦無を投げつけ、ヒットすると「霞駆け」で左右に高速移動しつつ相手を切り刻む。
雷打（らいだ）
密着状態で相手を掴むことに成功すると攻撃が発動するブロッキング不能の打撃投げ（ガードは可能）。相手の懐に潜り込んだ後、自身の拳から青い気を炸裂させ、相手の腹部に衝撃を与えて吹き飛ばす。『ウルIV』オメガエディション以降のEX版は肘打ちを繰り出してから掴む。
首折り（くびおり）
前方に滑り込んで相手を捕らえると技が発動する下段判定の打撃投げ。両手で相手の頭をつかんで回転させ、首を折る動作でダメージを与える。EX版は移動速度が速くなり、さらに首を折る動作を3回連続で行う。
「雷打」同様これも打撃投げだが、リーチが長く立ちガード不可な反面、相手側はブロッキング可能という特徴がある。
風斬り（かざきり）
飛び上がりつつ足を振り上げ、衝撃波を発生させる対空技。EX版はヒットさせれば、降下中にさらにジャンプ攻撃を出すことができる。
旋（つむじ）
素早い中段後ろ回し蹴りを連発する。レバーを下に入れると途中から下段への後ろ回し蹴りに変化する。
『ウルIV』オメガエディションでは弱で出すと1度しか回し蹴りをせず、ヒットすると相手を吹き飛ばす。
飛燕（ひえん）
前方に飛び込んで相手の頭部を2回踏みつけた後、後ろに跳ね返る。跳ね返っている間は「苦無」や「霞朱雀」を出せる。『ポケットファイター』ではペンギンのコスプレをしながら行う。
霞駆け（かすみがけ）
『3rd STRIKE』から追加された技で、前方へ高速移動する。『ストV』では強が「築地越え」になる。
築地越え（ついじごえ）
『3rd STRIKE』から追加された技で、体を捻りながら大きく前方へジャンプする。降下中に「苦無」や「霞朱雀」を出すことができる。

### スーパーアーツ / マイティコンボ / スーパーコンボ / ウルトラコンボ
SA1 - 霞朱雀（かすみすざく）
- ストック数 [1st-2/2nd・3rd-3] ゲージの長さ [1st・2nd-72/3rd-88]（単位：ドット）
- SC（ストIV）

空中で大量の苦無を回転させて投げる「苦無」の強化版。ボタン連打により投げる苦無の数が増え、相手の体力を大きく削ることができる。
『ポケットファイター』でも使用しており、その際には苦無以外にも大型の手裏剣やタヌキの置物までも手当たり次第に投げつける。
ストック数が多いので、EX必殺技との相性がよい。
『ストIV』シリーズではスーパーコンボとして実装されている。
『ウルIV』オメガエディションでは地上でコマンドを入力すると暗転と同時に少し飛び上がって苦無を投げる。
SA2 - 鎧通し（よろいどおし）
- ストック数 [全作-1] ゲージの長さ [1st-96/2nd-112/3rd-120]
- UC1（ストIV）

「雷打」の強化版のような技。発動時の相手の間合いで性質が異なり、さらに近距離版に関しては性質が作品ごとに全て異なる。
『1st』版
「雷打」と同様にブロッキング不能（ガードは可能）の打撃投げとなっており、ガードされた場合は遠距離版に移行する。
『2nd IMPACT』版
ガード・ブロッキング共に可能となっていて、この場合も遠距離版に移行する。
『1st』、『2nd』ともに通常技などから連続技に組み込むことができる。
『3rd STRIKE』版
純粋な投げ技となっており、ガード・ブロッキング共に不能。ただし投げ判定のため連続技に組み込むときは、相手が特殊な状態でなければ成立しない（豪鬼の遠距離立ち強キック→「瞬獄殺」などと同じ条件）。
近距離版では「雷打」とほぼ同じモーションだが、相手にぶつける気の塊が大きくなっており、威力も大幅に上昇している。遠距離もしくは相手を掴めなかった場合は、前方に多段ヒットする赤い気の塊を放出するが、威力は近距離版よりも劣る。また、こちらは技の反動で自身が大きく後方へ後ずさることになるが、最後に体勢を整えるモーションが付加されるので若干隙がある。
ストック数はシリーズ通して1本で、シリーズを追う毎にゲージが長くなっている。
『ストIV』版
『ストIV』シリーズでは「ウルトラコンボ・I」として実装。近距離版は前述したモーションの後に肘打ちを突き込んだ後、もう片方の手に溜めた気を肘打ちの手を通して放ち（ストローの原理）、矢のような気で相手の体を貫く攻撃描写が追加されている。
SA3 (1st - 2nd) - 破心衝（はしんしょう）
- ストック数 [1st・2nd-2] ゲージの長さ [1st-64/2nd-80]
- UC2（ストIV）

前進しながらの肘打ち、鬼独楽、突き蹴り、2連続の刺し膝（膝蹴り）、天破の連続攻撃。。最後の天破（蹴り上げ）の後は、さらに追撃可能。『3rd』では以下の「闇時雨」と入れ替わりで削除された。
『ストIV』シリーズでは「ウルトラコンボ・II」として実装。肘打ち、鬼独楽、風斬りで相手を高く飛ばすと追うように飛び上がり「飛燕」で蹴り落とし、雨の如く無数の苦無を投げつけて翻弄させ、急降下しながら相手の首に肘打ちしながら追い抜き、背後から首を掴んで引っ張り顔面を地面に叩き付けつつ背中に膝蹴りを打ち込む。
SA3(3rd) - 闇時雨（やみしぐれ）
- ストック数 [3rd-1] ゲージの長さ [3rd-80]

3本の苦無を相手の足元目掛けて投げ、ヒットしていたら左右に高速移動しつつ相手を切り刻む。コマンド入力時のボタンにより苦無を投げる位置が変化する。
「破心衝」と比べるとゲージの本数など見劣りする部分があるが、中〜遠距離への反撃など「破心衝」にはない使い道がある。
『ストクロ』ではクロスアーツとして実装されている。
『ウルIV』オメガエディションでは「影縫い」のEX版で発動し、「霞駆け」の動作で4回攻撃をする。
児雷也（じらいや）
『ポケットファイター』のマイティコンボ。巨大なガマガエルを呼び出し、炎を吐かせて攻撃する。
攻撃範囲は広いが、ガマガエルを召還してから火を吹くまでに隙があるため相手にかわされやすい。
疾風（はやて）
『ポケットファイター』のマイティコンボ。浪人のコスプレをした状態で前方に突進し、居合い斬りで相手を細切れに切り刻む。この技でフィニッシュすると、あけぼのフィニッシュと大波の背景（葛飾北斎の「神奈川沖浪裏」のパロディ）を組み合わせた、和風のフィニッシュ演出が表示される。

### クリティカルアーツ
花鳥風月（かちょうふうげつ）
『ストV』にて使用。「首折り」の動作でスライディングをして両足で蹴り上げると空中に瞬間移動し、印を結ぶと「雷打」打ち込み、最後に爆発させる。

## 担当声優
- 天野由梨（『ストIII』シリーズ、『ポケットファイター』）
- 藤村歩（『ストIV』シリーズ、『ストクロ』、『鬼武者Soul』『ストV』）
- 植田佳奈（『ストV』〈あきら ストーリーパート〉）
- カット・スティール（『ストIV』シリーズ以降〈英語版〉）

## 登場作品
- ストリートファイターIIIシリーズ
- ポケットファイター
- ストリートファイターIVシリーズ（『スーパー』から登場）
- ストリートファイターV
- ストリートファイター X 鉄拳
- SNK VS. CAPCOM 激突カードファイターズ全シリーズ（トレーディングカードゲーム版も含む） 
  - プレイヤーキャラクターカードとして登場している。
- CAPCOM Fighting Jam
  - 日本ステージの背景に登場している。
- 鬼武者Soul
  - 「カプコンヒロインズコラボブースターパック」の追加キャラクターとして登場している。